# Freiwassereuropameisterschaften
Die Freiwassereuropameisterschaften sind von der Ligue Européenne de Natation (LEN) ausgetragene Europameisterschaften im Freiwasserschwimmen. Es existieren Einzelwettbewerbe für Frauen und Männer über die Distanzen 5, 10 und 25 Kilometer sowie ein Teamwettbewerb über 5 Kilometer. Der offizielle Name der Freiwassereuropameisterschaften lautet European Open Water Championships.
Erstmals veranstaltet wurden die Freiwassereuropameisterschaften im Jahr 1989 in Stari Grad, Kroatien. 1995 in Wien wurden sie erstmals im Rahmen der Schwimmeuropameisterschaften ausgetragen. Bis einschließlich 2006 sowie 2010 waren sie Teil dieser Veranstaltung. 2008 wurden das erste Mal wieder eigene Meisterschaften abgehalten, obwohl im gleichen Jahr die Schwimmeuropameisterschaften in Eindhoven ausgetragen wurden. 2011 wurde vom lange bestehenden Zweijahresrhythmus abgewichen und wurden erneut, nach 1999/2000 eigene Titelkämpfe in Eilat, Israel abgehalten. 
Von 1989 bis 2000 gab es nur Wettbewerbe über 5 und 25 Kilometer für Frauen und Männer. Der Wettbewerb über 10 Kilometer kam 2002 hinzu und der Teamwettbewerb stand erstmals 2008 im Programm.

## Austragungsdaten
| Nr. | Jahr | Ort             | Land        | Artikel                       |
| 1   | 1989 | Stari Grad      | Jugoslawien | Details                       |
| 2   | 1991 | Terracina       | Italien     | Details                       |
| 3   | 1993 | Talsperre Slapy | Tschechien  | Details                       |
| 4   | 1995 | Wien            | Österreich  | Details                       |
| 5   | 1997 | Sevilla         | Spanien     | Details                       |
| 6   | 1999 | Istanbul        | Türkei      | Details                       |
| 7   | 2000 | Helsinki        | Finnland    | Details                       |
| 8   | 2002 | Berlin          | Deutschland | Details Männer Details Frauen |
| 9   | 2004 | Madrid          | Spanien     | Details Männer Details Frauen |
| 10  | 2006 | Budapest        | Ungarn      | Details                       |
| 11  | 2008 | Dubrovnik       | Kroatien    | Details                       |
| 12  | 2010 | Budapest        | Ungarn      | Details Männer Details Frauen |
| 13  | 2011 | Eilat           | Israel      | Details                       |
| 14  | 2012 | Piombino        | Italien     | Details                       |
| 15  | 2014 | Berlin          | Deutschland | Details                       |
| 16  | 2016 | Hoorn           | Niederlande | Details                       |
| 17  | 2018 | Glasgow         | Schottland  | Details                       |
| 18  | 2021 | Budapest        | Ungarn      | Details                       |
| 19  | 2022 | Rom             | Italien     | Details                       |
| 20  | 2024 | Belgrad         | Serbien     | Details                       |
| 21  | 2025 | Stari Grad      | Kroatien    | Details                       |